# Reformburschenschaft
Als Reformburschenschaft bezeichneten sich seit den 1880er Jahren mehrere Studentenverbindungen, die sich auf das Erbe der Urburschenschaft beriefen, sich aber von den bestehenden Burschenschaften abgrenzen wollten. Die Reformburschenschaften bezogen sich stärker als diese auf das liberal-demokratische Erbe der Urburschenschaft und kritisierten viele Traditionen anderer Burschenschaften als unzeitgemäß oder unburschenschaftlich.
Die Reformburschenschaften waren in den Korporationsverbänden Allgemeiner Deutscher Burschenbund (ADB) und Verband Deutscher Burschen (VDB) zusammengeschlossen.

## Geschichte

Konrad Küster

Nach der Reichsgründung 1871 wurde innerhalb der reichsdeutschen Burschenschaften das alte Ziel der Burschenschaft, die deutsche Einheit, vielfach als erreicht betrachtet. Die Burschenschaften näherten sich daraufhin den Corps an und stellten korporative Gesichtspunkte stärker in den Mittelpunkt. Einzelne Burschenschaften wandelten sich sogar in Corps um. 1881 wurde der Allgemeine Deputierten Convent (ADC) als burschenschaftlicher Verband gegründet, der seit 1902 Deutsche Burschenschaft (DB) heißt. 
Eine Reformbewegung innerhalb der Burschenschaften richtete sich in dieser Zeit zum einen gegen die Angleichung der Burschenschaften an die Corps, zum anderen aber auch gegen die zunehmende Zersplitterung der deutschen Studentenschaft. Auch die Bestimmungsmensur und ein übertriebener Comment wurden als unburschenschaftlich abgelehnt. Die Burschenschaften sollten sich stattdessen wieder stärker auf sittliche Ziele besinnen, Toleranz zeigen und sich die Vereinigung der Studentenschaft in einer allgemeinen Burschenschaft zum Ziel setzen. In seiner Tivoli-Rede vom 21. Januar 1883 stellte der Burschenschafter Konrad Küster drei zentrale Forderungen zur Reform der Burschenschaften auf:
1. Abschaffen der Säbel- und Pistolenduelle sowie der Bestimmungs- und Verabredungsmensuren und deren Ersatz durch obligatorische Schiedsgerichte;
2. Üben von Toleranz als Zeichen hoher Bildung und selbstbewußter Stärke;
3. Überparteiliche Betätigung im nationalen Sinn.

Nachdem sich die Burschenschaften des ADC allen Reformbestrebungen  – insbesondere der Aufgabe der Bestimmungsmensur – gegenüber abgeneigt zeigten, entwarfen Konrad Küster und Eugen Wolff gemeinsam ein Programm für eine neu zu begründende „Reformburschenschaft“. Als erste Reformburschenschaft wurde am 5. Mai 1883 in Berlin die Burschenschaft Neogermania (heute Bonner Burschenschaft Germania) gegründet. Im Laufe des Jahres 1883 entstand eine Reihe von weiteren „Reformburschenschaften“, die Opposition gegen die Situation der Burschenschaft bezogen, und sich noch im selben Jahr zum Allgemeinen Deutschen Burschenbund (ADB) zusammenschlossen.
Aus christlichen Motiven nichtschlagende Reformburschenschaften um Alemannia Leipzig, Adelphia Gießen und Marcomannia Frankfurt gründeten 1920 den Verband Deutscher Burschen (VDB).
Unter dem Gleichschaltungsdruck der Nationalsozialisten ging der ADB 1934 in der DB auf. Der VDB sollte mit dem Schwarzburgbund (SB) fusionieren, wozu es jedoch nicht mehr kam. 1935 wurden DB und VDB aufgelöst.
Der nach dem Krieg wiedergegründete VDB löste sich bald wieder auf. Die noch existierenden ehemaligen VDB-Burschenschaften sind heute entweder verbandsfrei oder Mitglied im SB. Der ADB erstand nicht neu; die Mehrzahl der früheren ADB-Burschenschaften schloss sich der 1950 wiedergegründeten DB an.